# Gran Premio del Úlster de Motociclismo de 1960
El Gran Premio del Ulster de Motociclismo de 1960 fue la sexta prueba de la temporada 1960 del Campeonato Mundial de Motociclismo. El Gran Premio se disputó el 6 de agosto de 1960 en Dundrod.

## Resultados 500cc
Los problemas mecánicos significaron que John Surtees tuvo que ponerse al día, pero ya no podía amenazar a la Norton de John Hartle. Alan Shepherd terminó tercero con su Matchless G50, pero la batalla por el cuarto lugar fue decidida por foto finish a favor de Ralph Rensen.
| Pos.    | Piloto               | Equipo    | Tiempo    | Pts. |
| ------- | -------------------- | --------- | --------- | ---- |
| 1       | John Hartle          | Norton    | 1:35"18'8 | 8    |
| 2       | John Surtees         | MV Agusta | + 20'4    | 6    |
| 3       | Alan Shepherd        | Matchless | + 1"36'4  | 4    |
| 4       | Ralph Rensen         | Norton    | + 2"31'2  | 3    |
| 5       | Jim Redman           | Norton    | + 2"31'2  | 2    |
| 6       | Tom Phillis          | Norton    | + 3"06'6  | 1    |
| 7       | Dickie Dale          | Norton    | + 3"10'2  |      |
| 8       | Bruce Daniels        | Norton    | + 1 ronde |      |
| 9       | Stephen Murray       | Norton    | + 1 ronde |      |
| 10      | Peter Middleton      | Norton    | + 1 ronde |      |
| 11      | George Purvis        | Norton    |           |      |
| 12      | Ray Spence           | Norton    |           |      |
| 13      | Jack Findlay         | Norton    |           |      |
| 14      | Vernon Cottle        | Norton    |           |      |
| 15      | Eddie Crooks         | Norton    |           |      |
| 16      | Tommy Holmes         | Norton    |           |      |
| 17      | Trevor Pound         | Norton    |           |      |
| 18      | Derek Powell         | Norton    |           |      |
| 19      | Sven-Olov Gunnarsson | Norton    |           |      |
| 20      | Billy McCosh         | AJS       |           |      |
| 21      | Jack Bullock         | Matchless |           |      |
| 22      | Dick Creith          | BSA       |           |      |
| 23      | Martin Brosnan       | Norton    |           |      |
| 24      | Alf Shaw             | Norton    |           |      |
| 25      | Frank Gordon         | Matchless |           |      |
| 26      | William Roberton     | Norton    |           |      |
| 27      | Ernie Oliver         | Norton    |           |      |
| 29      | Jack Redmond         | Norton    |           |      |
| 30      | Jack Shannon         | BSA       |           |      |
| Ret     | Ron Miles            | Norton    | Ret       |      |
| Ret     | Jacques Insermini    | Norton    | Ret       |      |
| Ret     | Alan Trown           | Norton    | Ret       |      |
| Ret     | Bill Prowting        | Norton    | Ret       |      |
| Ret     | Bob Anderson         | Norton    | Ret       |      |
| Ret     | Bob McIntyre         | Norton    | Ret       |      |
| Ret     | Chris Anderson       | Norton    | Ret       |      |
| Ret     | Davy Crawford        | Norton    | Ret       |      |
| Ret     | Frank Perris         | Norton    | Ret       |      |
| Ret     | Geoff Canning        | BSA       | Ret       |      |
| Ret     | Mike Hailwood        | Norton    | Ret       |      |
| Ret     | Terry Shepherd       | Norton    | Ret       |      |
| Ret     | Tom Thorp            | Matchless | Ret       |      |
| Ret     | Hugh Anderson        | Norton    | Ret       |      |
| Ret     | Peter Pawson         | Norton    | Ret       |      |
| Ret     | Bror-Erland Carlsson | BMW       | Ret       |      |
| Ret     | Paddy Driver         | Norton    | Ret       |      |
| Fuente: |                      |           |           |      |

## Resultados 350cc
John Hartle, que había ganado el Junior TT por MV Agusta, ahora llegaba segundo por detrás de John Surtees con su Norton 40M. Eso lo llevó a coliderar en la clasificación del Mundial con Gary Hocking. Hocking también se había centrado más en la clase de 250cc esta temporada. Por lo tanto, la batalla por el segundo lugar se volvió emocionante nuevamente, pero con su victoria, Surtees ahora estaba seguro de su título mundial.
| Pos. | Piloto          | Equipo    | Tiempo     | Pts. |
| ---- | --------------- | --------- | ---------- | ---- |
| 1    | John Surtees    | MV Agusta | 1:35"17'4  | 8    |
| 2    | John Hartle     | Norton    |            | 6    |
| 3    | Hugh Anderson   | AJS       |            | 4    |
| 4    | Bob Anderson    | Norton    |            | 3    |
| 5    | Dickie Dale     | Norton    |            | 2    |
| 6    | Paddy Driver    | Norton    |            | 1    |
| 7    | Peter Pawson    | AJS       |            |      |
| 8    | Ralph Rensen    | Norton    |            |      |
| 9    | Peter Middleton | Norton    | + 1 Vuelta |      |
| 10   | Ron Miles       | Norton    | + 1 Vuelta |      |
| 11   | Jack Findlay    | Norton    | + 1 Vuelta |      |
| 12   | Billy McCosh    | AJS       | + 1 Vuelta |      |
| 13   | Jack Bullock    | Norton    | + 1 Vuelta |      |
| 14   | Bruce Daniels   | Norton    | + 1 Vuelta |      |
| 15   | Trevor Pound    | Norton    | + 1 Vuelta |      |
| Ret  | Alan Shepherd   | AJS       | Ret        |      |

## Resultados 250cc
Antes del comienzo del Gran Premio de Ulster, Carlo Ubbiali y Gary Hocking lideraron juntos, pero posteriormente Ubbiali ganó mientras Hocking se retiraba. Dos pilotos de Honda subieron al podio: Tom Phillis y Jim Redman. Mike Hailwood, sustituyendo al lesionado Naomi Taniguchi fue cuarto con la Ducati 250 Desmo. Ubbiali era ahora casi campeón mundial. Hocking aún podría llegar al mismo nivel si ganara la GP de las Naciones, pero a Ubbiali no se le permitió anotar allí.
| Pos. | Piloto              | Equipo        | Tiempo      | Pts. |
| ---- | ------------------- | ------------- | ----------- | ---- |
| 1    | Carlo Ubbiali       | MV Agusta     | 58' 47.2"   | 8    |
| 2    | Tom Phillis         | Honda         | + 2" 0      | 6    |
| 3    | Jim Redman          | Honda         | + 3" 2      | 4    |
| 4    | Mike Hailwood       | Ducati        | + 1'28"6    | 3    |
| 5    | Kunimitsu Takahashi | Honda         | + 2'10"0    | 2    |
| 6    | Luigi Taveri        | MV Agusta     | + 2'33"2    | 1    |
| 7    | Junio Sato          | Honda         |             |      |
| 8    | Gerard Carter       | NSU           |             |      |
| 9    | Darren Dixon        | Adler         | + 1 Vuelta  |      |
| 10   | Noel Orr            | NSU           | + 1 Vuelta  |      |
| 11   | David Andrews       | NSU           | + 1 Vuelta  |      |
| 12   | Harry Satanford     | Mead-Norton   | + 2 Vueltas |      |
| 13   | R. Wylie            | AJS           | + 2 Vueltas |      |
| 14   | John Donaghy        | Royal Enfield | + 2 Vueltas |      |
| 15   | Frank Gordon        | Royal Enfield | + 3 Vueltas |      |
| Ret  | Gary Hocking        | AJS           | Ret         |      |

## Resultados 125cc
Debido a su victoria en la carrera de 125cc, Carlo Ubbiali se aseguraba el título mundial. Gary Hocking claudicó al acabar segundo. Ernst Degner terminó tercero con su MZ RE 125 y se aseguró su tercer lugar en la Copa del Mundo.
| Pos. | Piloto          | Equipo    | Tiempo    | Pts. |
| ---- | --------------- | --------- | --------- | ---- |
| 1    | Carlo Ubbiali   | MV Agusta | 53' 21.8" | 8    |
| 2    | Gary Hocking    | MV Agusta |           | 6    |
| 3    | Ernst Degner    | MZ        |           | 4    |
| 4    | Bruno Spaggiari | MV Agusta |           | 3    |
| 5    | Luigi Taveri    | MV Agusta |           | 2    |
| 6    | John Hempleman  | MZ        |           | 1    |
| 7    | Sadao Fukada    | Honda     |           |      |
| 8    | Yukio Sato      | Honda     |           |      |
| 9    | Gerard Carter   | Honda     |           |      |
| 10   | Noel Orr        | Honda     |           |      |
| 11   | Rex Avery       | EMC       |           |      |
| 12   | Jan Brening     | Ducati    |           |      |
| 13   | Chris Percival  | MV Agusta |           |      |
| 14   | Arthur West     | Ducati    |           |      |